# Marija Sergejewna Petrowych
Marija Sergejewna Petrowych (russisch Мария Сергеевна Петровых; * 13. Märzjul. / 26. März 1908greg. in Norskoje Possad am Rande Jaroslawls; † 1. Juni 1979 in Moskau) war eine russische Dichterin und Übersetzerin.

## Leben
Petrowych war das jüngste von 5 Kindern. Ihr Vater Sergei Alexejewitsch Petrowych war Direktor der Norskoje Manufaktura. Der Priester Dimitri Alexandrowitsch Smirnow war ihr Onkel. Ein Bruder ihres Großvaters war der Metropolit Iossif. 1914 trat Marija Petrowych in eine auf das Gymnasium vorbereitende private Grundschule in Jaroslawl ein und schrieb ihre ersten Gedichte. Nach der Oktoberrevolution besuchte sie ab 1918 die Schule in Norskoje Possad. Ab 1922 lebte sie in Jaroslawl, besuchte die städtische N. A. Nekrassow-Schule und ging zu den Versammlungen der örtlichen Dichterunion.

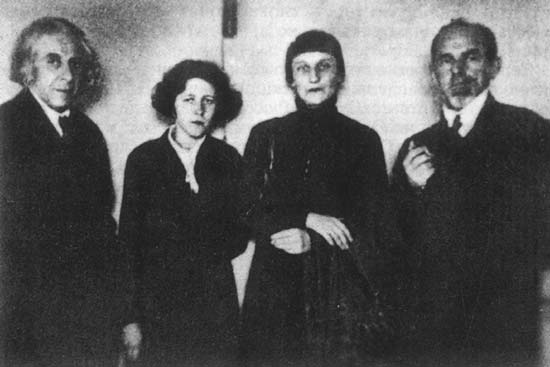
Von links: Georgi Tschulkow, Marija Petrowych, Anna Achmatowa, Ossip Mandelstam (1930er Jahre)

1925 ging Petrowych nach Moskau und nahm an den Staatlichen Höheren Literaturkursen teil wie auch Arseni Alexandrowitsch Tarkowski, Julija Moissejewna Neimann, Daniil Leonidowitsch Andrejew und Juri Ossipowitsch Dombrowski. Dort schloss Petrowych 1930 das Studium als Externe ab, als sie bereits Studentin an der Literatur-Fakultät der Universität Moskau war. Sie heiratete Pjotr Alexejewitsch Grandizki, jedoch bestand die Ehe nicht lange. Sie arbeitete als wissenschaftliche Literaturmitarbeiterin in zwei Zeitschriftenredaktionen. Sie war befreundet mit Arkadi Akimowitsch Steinberg, Semjon Israilewitsch Lipkin, Anna Andrejewna Achmatowa und Ossip Emiljewitsch Mandelstam, der ihr ein Gedicht widmete. Darüber berichteten in ihren Memoiren Nadeschda Jakowlewna Mandelstam und Emma Grigorjewna Gerschtein. 1934 begann sie ihre Übersetzungsarbeit.
1936 heiratete Petrowych in zweiter Ehe den Bibliografen und Musikwissenschaftler Witali Dmitrijewitsch Golowatschow, mit dem sie 1937 ihre Tochter Arina bekam. Im Juni 1937 wurde Golowatschow verhaftet und zu 5 Jahren Lagerhaft verurteilt. Er kam nach Medweschjegorsk und starb 1942.
Während des Deutsch-Sowjetischen Krieges war Petrowych in Tschistopol evakuiert und lebte von Übersetzungen. Im Herbst 1944 fuhr sie mit der Dichterin Swjagnizewa zu einer Armenienreise nach Jerewan, um die Werke der Dichter Maro Markarjan, Howannessjan und Gegham Sarjan zu übersetzen. Sie besuchte Nork-Marasch, den Sewansee und Etschmiadsin, wo sie durch den armenischen Gottesdienst beeindruckt wurde. Sie begeisterte sich für die armenische Poesie, wie sie von Awetik Issahakjan, Howhannes Tumanjan, Wahan Terjan und Gostan Zarian vertreten wurde. Ihre Werke übersetzte sie einfühlsam. Ihre beste Freundin wurde Silwa Kaputikjan. Petrowych lernte den Schriftsteller und Herausgeber Lewon Mkrtschjan kennen, der 1968 das einzige zu ihren Lebzeiten erschienene Buch mit ausgewählten Gedichten in kleiner Auflage in Jerewan herausbrachte. Anfang 1970 kehrte Petrowych nach Moskau zurück und setzte ihre Übersetzungsarbeit fort.
Petrowychs Gedichte wurden von Boris Leonidowitsch Pasternak, Arseni Alexandrowitsch Tarkowski, David Samoilow und Anna Achmatowa sehr geschätzt. Ihre Gedichte gegen den Krieg erhoben sich über das nationale Denken. Ihre Gedichte sind im Internet zu finden.
Abgesehen von ihren Übersetzungen vieler armenischer Gedichte umfasste
Petrowychs Übersetzungswerk Gedichte andalusischer Dichter, bulgarischer Dichter (Atanas Daltschew, Pentscho Slawejkow u. a.), jüdischer Dichter (Itsche Boruchowitsch, Perez Markisch, Schmuel Halkin), indischer Dichter (Muhammad Iqbal, Rabindranath Tagore), kabardinischer Dichter (Foussat Balkarowa, Alim Keschokow), litauischer Dichter (Salomėja Nėris, Julius Anusavičius), polnischer Dichter (Krzysztof Kamil Baczyński, Władysław Broniewski, Konstanty Ildefons Gałczyński, Bolesław Leśmian, Leopold Staff, Julian Tuwim), serbischer, slowenischer, kroatischer Dichter, des tschechischen Dichters Vítězslav Nezval, des kasachischen Dichters Abai Qunanbajuly und des georgischen Dichters Michail Kwliwidse.
Petrowych wurde in Moskau auf dem Wwedenskoje-Friedhof begraben.

## Ehrungen, Preise
- Verdiente Kulturschaffende der Armenischen Sozialistischen Sowjetrepublik (1970)
- Jeghische-Tscharenz-Preis der Union der Schriftsteller Armeniens (Januar 1979)

Eine der Bibliotheken Jaroslawls trägt Petrowychs Namen.